# Carl Fehrman (litteraturhistoriker)
Carl Abraham Daniel Fehrman, född 3 februari 1915 i Lund, död där 24 maj 2010, var en svensk litteraturhistoriker. 

## Biografi
Fehrman blev fil. kand. 1936, fil. mag. 1939, fil. lic. 1942 och fil. dr på en avhandling om Oscar Levertins lyrik 1945, allt vid Lunds universitet. Samma år anställdes han som docent, och 1958–80 var han professor i litteraturhistoria med poetik vid samma lärosäte. 
Från och med avhandlingen intresserade sig Fehrman i synnerhet för förgängelsemotivet i svensk och utländsk lyrik, och behandlar även detta i Diktaren och döden (1952) och Liemannen, Thanatos och dödens ängel (1957). Han skrev även en monografi över Hjalmar Gullberg (1958) och flera essäsamlingar, däribland Poesi och parodi (1957) och Diktaren och de skapande ögonblicken (1974), samt Forskning i förvandling (1972), en överblick över den svenska litteraturforskningens historia. Han var verksam som skribent i Sydsvenska Dagbladet 1945–55 och i Svenska Dagbladet från 1956.

### Privatliv
Carl Fehrman var son till kyrkohistorikern Daniel Fehrman och Elsa, född Björklund, samt dotterson till tidningsmannen Johan Abraham Björklund. Från 1942 var han gift med Maj-Britt Olsson. Han avled på Solbackens äldreboende i Lund.